# Nothofidonia xenoleuca
Nothofidonia xenoleuca är en fjärilsart som beskrevs av Louis Beethoven Prout 1928. Nothofidonia xenoleuca ingår i släktet Nothofidonia och familjen mätare. Inga underarter finns listade i Catalogue of Life.